# Arhö
 (janvier 2017).
Si vous disposez d'ouvrages ou d'articles de référence ou si vous connaissez des sites web de qualité traitant du thème abordé ici, merci de compléter l'article en donnant les références utiles à sa vérifiabilité et en les liant à la section « Notes et références ».
L'arhö est une langue kanak parlée à Poya en Nouvelle-Calédonie dans les tribus de Nékliai et Kradji. Cependant, elle n'est pas parlée par tous les clans des deux tribus, seule la chefferie des deux tribus, propriétaire de cette langue, la parle. Les deux tribus ont la même chefferie.

## Utilisation
On distingue les différents clans des deux tribus par leur langue : ainsi, il y a les clans Arhö, les clans Arhâ, les clans Ajië mais aussi un clan Paicî (devenu linguistiquement Arhâ aujourd'hui) à Nékliai. Avant la colonisation, cette langue était parlée jusqu'à Gouaro (Gë : parler, arhö : arhö, littéralement : parler l'Arhö), à Bourail et même jusqu'à Moindou, où elle se retrouve avec; non seulement, la langue neku, parlée aujourd'hui dans les tribus de Moméa (Moindou) et Ouaoué à Bourail mais aussi avec la langue sîshêê parlée dans la tribu de Kélé à Moindou.
L'arhö est une langue du littoral, de Poya à Moindou, en passant par Gouaro, on ne la retrouve pas à Houailou. Il forme la base des langues Arhâ, Orowé, Neku et Sishêê. Ces quatre langues composent l'ensemble linguistique Arhö. Aujourd'hui, il ne reste que quelque locuteurs de cette langue dans les tribus de Nékliai et Kradji. C'est une langue en voie de disparition due principalement à la révolte des Nekou (Neku) contre la colonisation pénitentiaire à Bourail en 1879.